# Full Time Hobby
Full Time Hobby  es una compañía discográfica independiente brtánica fundada en el 2003 por Nigel Adams y Wez Westley donde anteriormente laboraban en las discográficas Infectious Records y Mushroom Records.
La discográfica tiene a la vez un reconocimiento y también a la vez se encarga también de difundir artistas de forma independiente o que no buscan el éxito comercial, al igual albergando artistas de culto.

## Algunos artistas de la discográfica
- Aidan Knight
- Bananagun
- Cheek Mountain Thief
- Dana Gavanski
- Erland and the Carnival
- Katie Von Schleicher (Wilder Maker)
- Samantha Crain
- Tuung
- White Denim